# Isole Diabazovye
Le isole Diabazovye (in russo острова Диабазовые, ostrova Diabazovye; in italiano "di diabase") sono un gruppo di due isole russe che fanno parte dell'arcipelago Severnaja Zemlja e sono bagnate dal mare di Laptev.
Amministrativamente fanno parte del Tajmyrskij rajon del Territorio di Krasnojarsk, nel Distretto Federale Siberiano.

## Geografia
Le isole sono ubicate nella parte settentrionale dell'arcipelago, a sud-est dell'isola Komsomolec, 1,7 km a sud-est di capo Obryvistyj (мыс Обрывистый). All'imboccatura orientale dello stretto dell'Armata Rossa (пролив Красной Армии, proliv Krasnoj Armii).
L'isola più grande è lunga poco più di 700 m e larga 300 m, con un'altezza di 59 m s.l.m.; la minore misura 450 m di lunghezza per 250 m di larghezza. Le due isole, che non hanno nomi individuali, distano 300 m l'una dall'altra.

## Isole adiacenti
- Isola Mačtovyj (остров Мачтовый), a nord.
- Isola Stereguščij (остров Стерегущий), a nord-est.
- Isola Časovoj (остров Часовой), a sud-est.